# Międzynarodowy Festiwal Filmowy w Monachium
Międzynarodowy Festiwal Filmowy w Monachium (Filmfest München) – największy letni festiwal filmowy w Niemczech oraz drugi co do wielkości festiwal filmowy w Niemczech w ogóle.
Podczas festiwalu wyświetlanych jest około 200 filmów fabularnych, dokumentalnych i telewizyjnych. Rada festiwalu liczy trzech członków: minister Ilse Aigner, burmistrza Josefa Schmida oraz Thomasa Nagela.